# Tentamen Florae Germanicae
Tentamen Florae Germanicae (abreviado Tent. Fl. Germ.) es un libro ilustrado con descripciones botánicas que fue escrito por el médico y naturalista alemán Albrecht Wilhelm Roth. Se publicó en 3 volúmenes en los años 1788-1800. Tentamen florae germanica es un tratado sobre la flora germana.

## Publicación
- Volumen 1, feb-abril 1788;
- Volumen 2 (1), abril 1789;
- Volumen 2 (2), 1793;
- Volumen 3 (1:1), junio-sep. 1799;
- Volumen 3 (1:2), ene-abril 1800.